# Blair Atholl
Blair Atholl är en by och civil parish i kommun Perth and Kinross, i Skottland. Byn är belägen 55 km från Perth. Blair Atholl är där Tilt och Garry möts. Byn hade 566 invånare år 1991. Civil parish hade 926 invånare år 2011.